# PGC 1727241
LEDA/PGC 1727241 ist eine Galaxie im Sternbild Löwe auf der Ekliptik. Sie ist schätzungsweise 776 Millionen Lichtjahre von der Milchstraße entfernt. 